# 红色潮流
红色潮流（西班牙語：Corriente Roja）是西班牙的一个极左翼组织。该组织成立于2002年。2004年以前，该组织是联合左翼的成员。自2012年起，该组织采纳托洛茨基主义意识形态，并加入国际工人联盟—第四国际。该组织的领导人是安吉尔·路易斯·帕拉斯。该组织的总部位于马德里。该组织曾派代表出席欧洲反资本主义左翼的会议。